# Ökumenisches Zentrum St. Clemens/St. Andreas

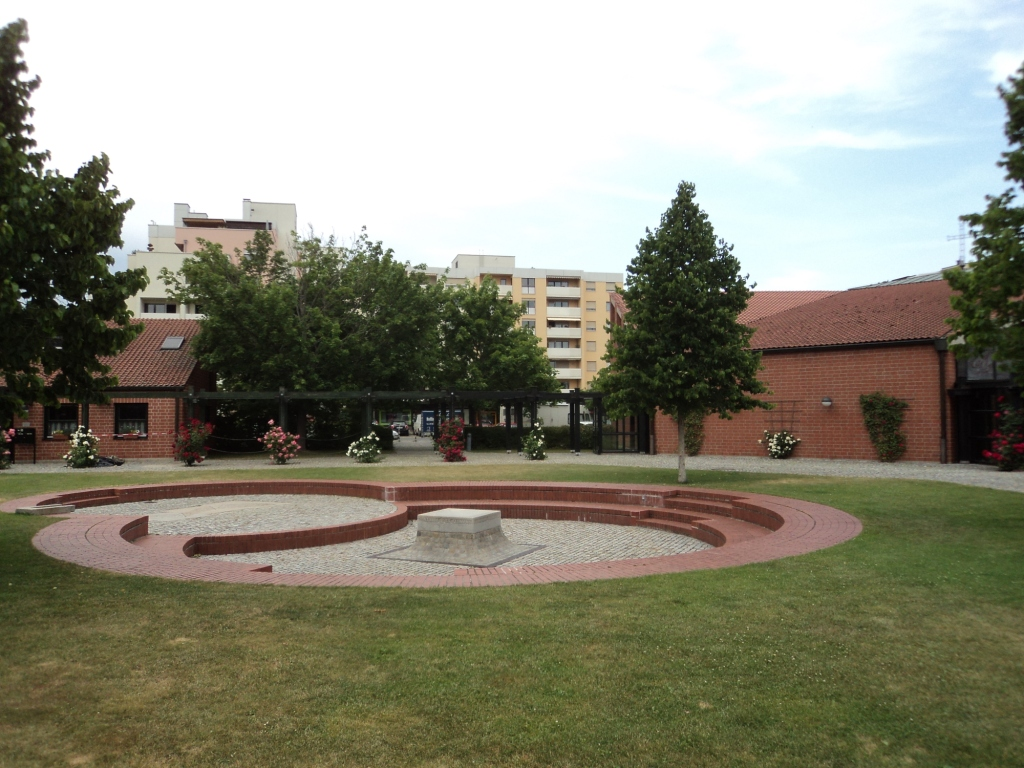
Innenhof des Zentrums (Juni 2019)

Das Ökumenische Gemeindezentrum St. Clemens / St. Andreas (auch Ökumenisches Gemeindezentrum Thon) ist ein ökumenisches Zentrum im Nürnberger Stadtteil Thon. Der westliche Teil dient der evangelischen Kirchengemeinde St. Andreas als Gemeindezentrum. Der östliche Teil gehört der katholischen Kirchengemeinde St. Clemens. Die St.-Clemens-Kirche befindet sich direkt im Gemeindezentrum. Die St.-Andreas-Kirche von 1958 befindet sich dagegen etwas weiter südlich im Kleinreuther Weg.

## Baugeschichte
Die Grundsteinlegung erfolgte 1984. Sowohl der katholische Teil als auch der evangelische Kindergarten, der sich im Zentrum befindet, konnten bereits 1985 eröffnet werden. Am 25. Oktober 1987 wurde schließlich die Kirche St. Clemens geweiht. Mit der Fertigstellung des evangelischen Teils wurden die Bauarbeiten 1988 abgeschlossen.

## Innenhof
Während die Gebäudeteile den beiden Gemeinden jeweils einzeln gehören, stellt der Innenhof einen gemeinsamen Mittelpunkt dar. Er soll im Zeichen versöhnter Verschiedenheit in der Ökumene stehen. Die Gründungsurkunde zitiert dazu Worte Martin Bubers, die den Wunsch und die Hoffnung ausdrücken, dass Gott, der bei der Schöpfung „zwischen äußersten Gegensätzen“ Frieden stiftete, dies auch unter den Menschen tun wird. Hieran erinnern die Feuerstelle und die Wasserquelle.

## Bildergalerie

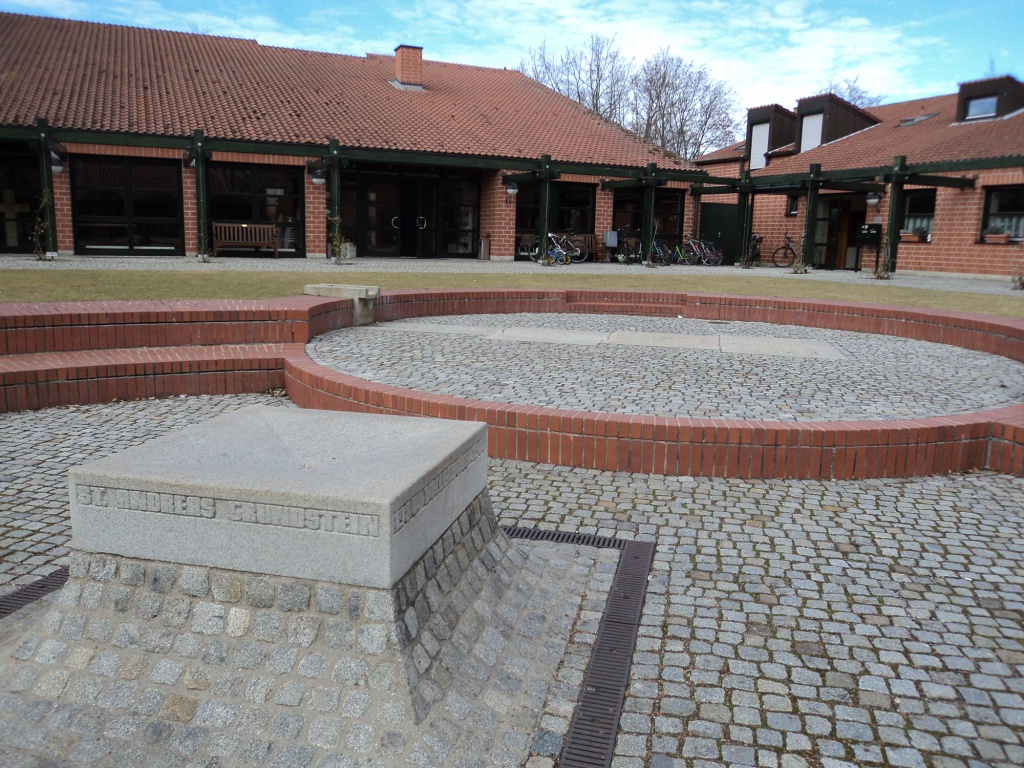
Blick über die Feuerstelle und die Wasserquelle; im Hintergrund der evangelische Teil des Zentrums
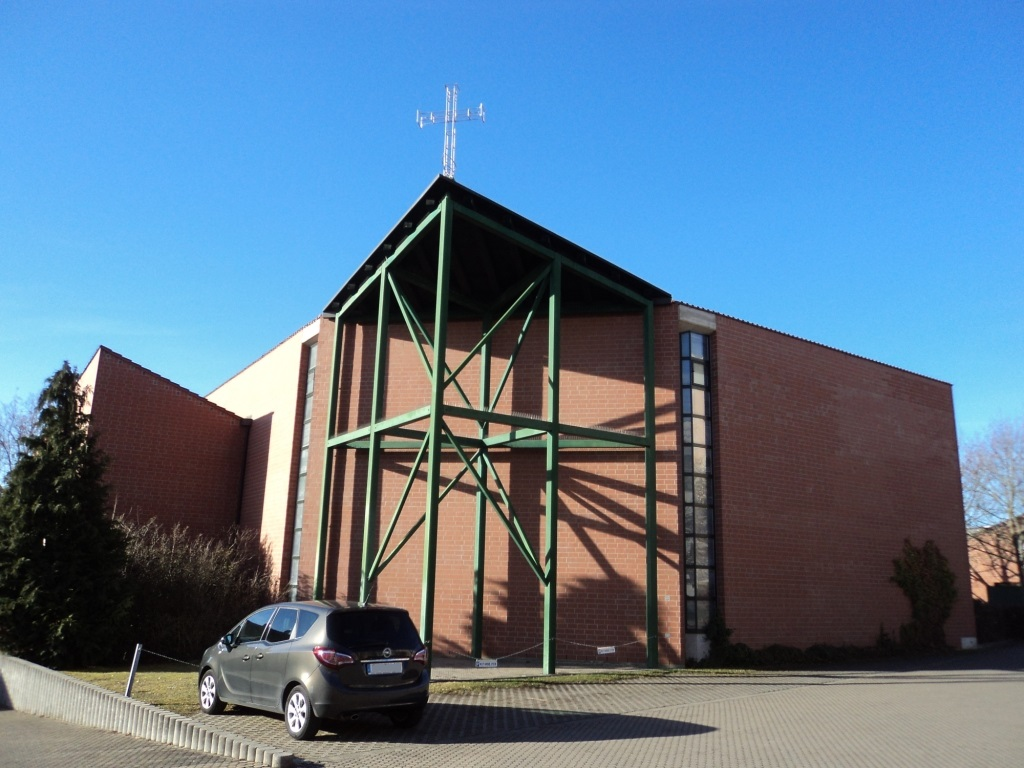
Die St.-Clemens-Kirche
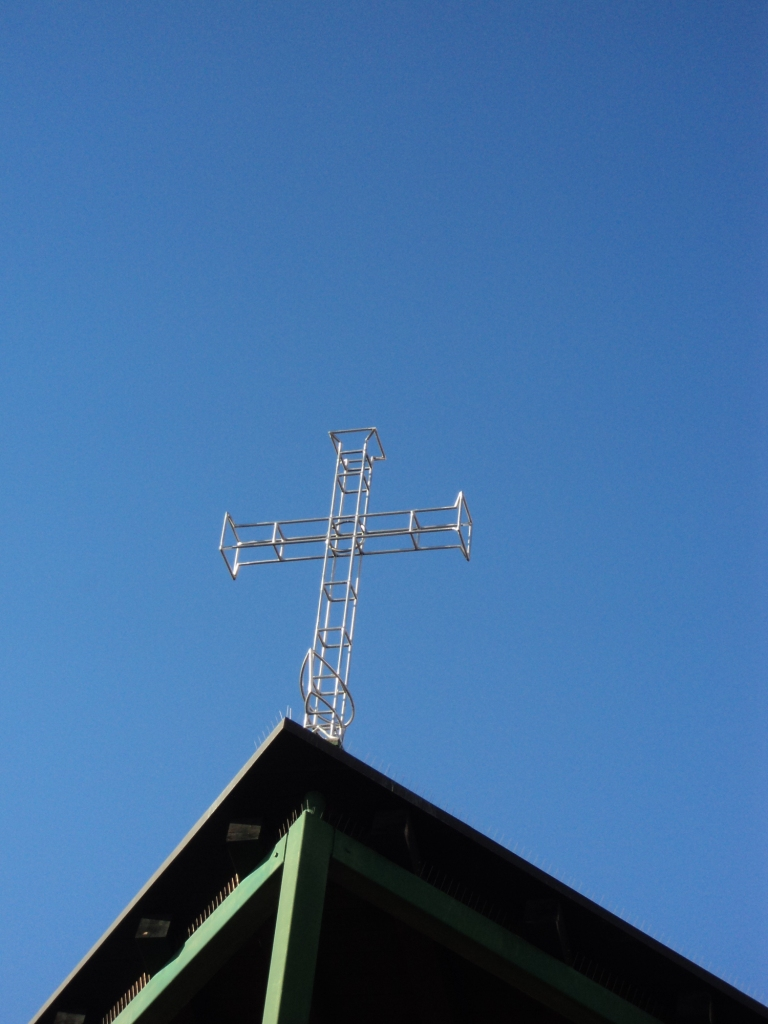
Das Kreuz auf dem Dach der St.-Clemens-Kirche
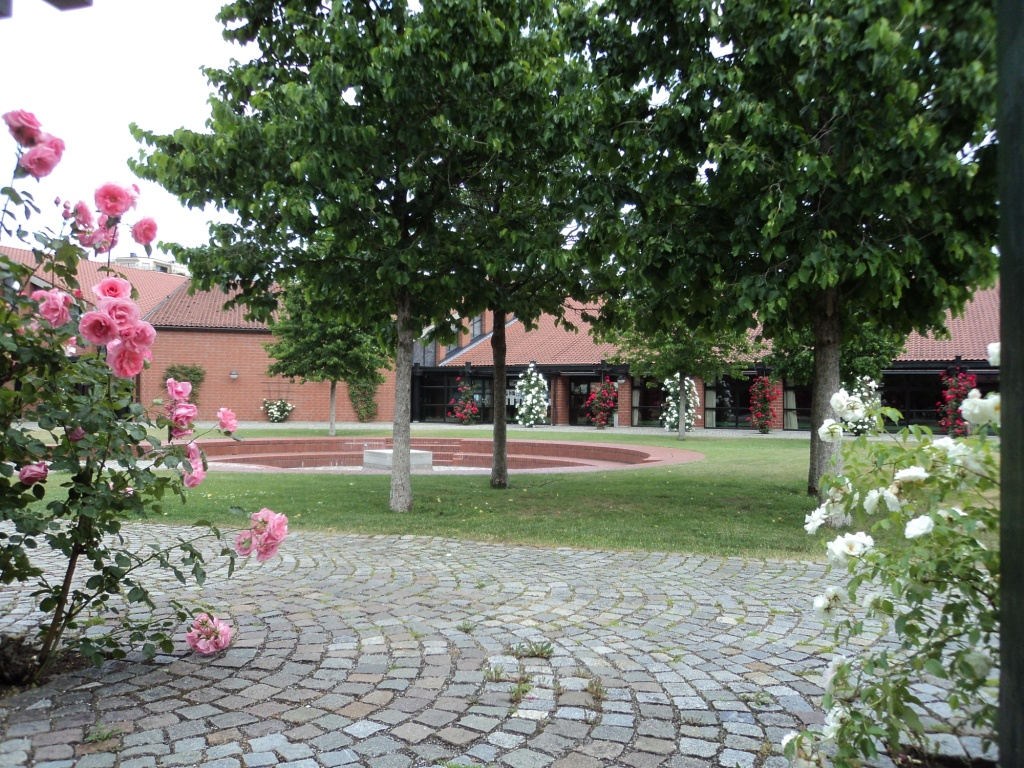
Blick auf den katholischen Teil des Zentrums